# Deadtime Stories
Deadtime Stories es una película estadounidense de 1986 de los géneros terror y humor negro y el subgénero ómnibus dirigida por Jeffrey Delman y protagonizada por un amplio reparto que incluye a Nicole Picard, Scott Valentine,  Cathryn de Prume y Melissa Leo.

## Sinopsis
Brian no puede dormir, por lo que le pide a su tío Mike que le cuente algún cuento para conciliar el sueño. Su tío le cuenta tres historias muy diferentes a cada cual más fantástica y morbosa. Cuentos para dormir que incluyen la historia de un niño de la época medieval y unas brujas, una niña vestida de rojo y un lobo, y una Ricitos de Oro asesina.

## Elenco[2]
- Scott Valentine como Peter
- Nicole Picard como Rachel
- Matt Mitler como Willie
- Cathryn de Prume como Goldi Lox
- Melissa Leo como Judith 'MaMa' Baer
- Kathy Fleig como Miranda
- Phyllis Craig como Hanagohl
- Michael Mesmer como Tío Mike
- Brian DePersia como Brian
- Kevin Hannon como Beresford "Papa" Baer
- Timothy Rule como Wilmont "Baby" Baer
- Anne Redfern como Florinda
- Casper Roos como Vicar
- Barbara Seldon como  Mujer seductora #1
- Leigh Kilton como Mujer seductora #2
- Lesley Sank como Magoga revivida
- Lisa Cain  como Magoga viva
- Michael Berlinger como Greg
- Rondell Sheridan como Guardia del manicomio